# Kosrae

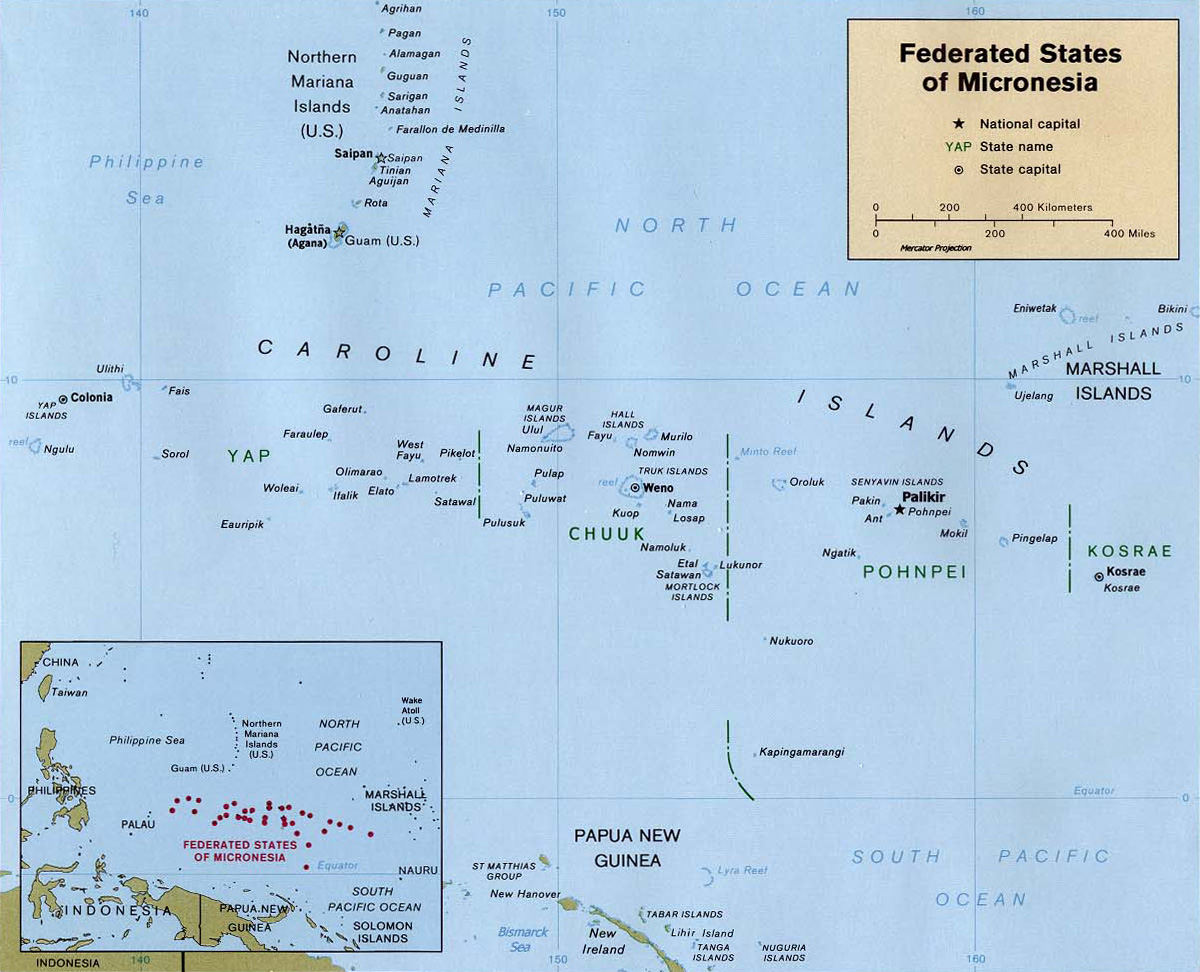
Kosrae nằm ở cực đông của Liên bang Micronesia

Lá cờ của Kosrae

Kosrae, trước đây gọi là Kusaie là một hòn đảo và cũng là một trong bốn bang của Liên bang Micronesia cùng với Yap, Pohnpei và Chuuk. Ngôn ngữ chính thức của hòn đảo là tiếng Kosrae. Tuy nhiên, tiếng Anh cũng có thể được sử dụng trong các văn bản của chính quyền.

## Địa lý
Với dân số 6.616 người (2010), Kosrae là đảo cực đông của cả Quần đảo Caroline. Hòn đảo cách đường xích đạo 600 km về phía bắc, nằm giữa Guam và Hawaii. Diện tích của đảo là 110 km². Vài bớ biển trên đảo đang phải đương đầu với nạn xoái mòn.
Kosrae là một hòn đảo cao và phát triển về du lịch. Kosrae trở thành một địa điểm để lặn biển và dã ngoại. Các đá san hô ngầm bao quanh hòn đảo vẫn còn giữ được vẻ hoang sơ. Bãi ngầm ít khi được tham quan và chứa đựng nhiều rạn san hô vững chắc, có người cho rằng đã hàng nghìn năm tuổi.
Cây cối dày đặc và những ngọn núi dốc đứng khiến cho hòn đảo chưa được phát triển nhiều về kinh tế. Nhìn từ biển, hòn đảo có hình dạng rất giống với thân hình phụ nữ. Điều đó đã đưa đến biệt danh cho đảo là "hòn đảo của quý bà đang ngủ"

## Lịch sử
Các bằng chứng khảo cổ cho thấy rằng hòn đảo đã có người định cư ít nhất là từ thiên niên kỷ đầu tiên sau Công nguyên. Khi hòn đảo tiếp xúc lần đầu với các nhà du hành châu Âu vào năm 1824, Kosrae đã có một xã hội phân chia giai cấp, giống như những hòn đảo lân cận cùng thời. Các đặc điểm văn hóa gồm chế độ mẫu hệ và thị tộc, với một cấu trúc phong kiến "quý tộc" kiểm soát những vùng đất do "người bình dân" làm việc và những ngươì đó gồm có những nhóm nhỏ có mối quan hệ thân thuộc và cùng sống trong một nhà.
Hòn đảo chịu sự quản lý của Nhật Bản từ năm 1914 đến 1945. Hòn đảo trên thực tế đã diễn ra sự chạy trốn của những người truyền giáo châu Âu trước kia, Williard Price đã đến đảo vào những năm 1930 và viết rằng hòn đảo không có nhà tù, không có vụ án mạng nào trong suốt 60 năm, rượu và thuốc lá không được biết đến. Hòn đảo được Nhật Bản củng cố trong Chiến tranh Thế giới thứ 2 nhưng đã không có sự kiện nào diễn ra ở đây.
Năm 1945, quyền quản lý hòn đảo chuyển sang cho Hoa Kỳ, dưới danh nghĩa là một phần của Lãnh thổ ủy trị Thái Bình Dương. Các hoạt động viện trợ và đầu tư tăng lên từ những năm 1960. Trong thời gian nằm dưới Lãnh thổ ủy trị, Kosrae vào lúc đầu được quản lý như là một đô thị tự trị của Khu Ponape (Pohnpei), nhưng năm 1977 đã trở thành một khu riêng. Khi Hiến pháp Micronesia bị phủ quyết ở các khu Palau và Quần đảo Marshall của Lãnh thổ ủy trị, Kosrae đã gia nhập với các khu còn lại (Yap, Chuuk và Pohnpei để thành lập Liên bang Micronesia. Kosrae là bang duy nhất trong 4 bang chỉ gồm một hòn đảo trong khi ba bang còn lại bao gồm nhiều quần đảo.

## Hành chính

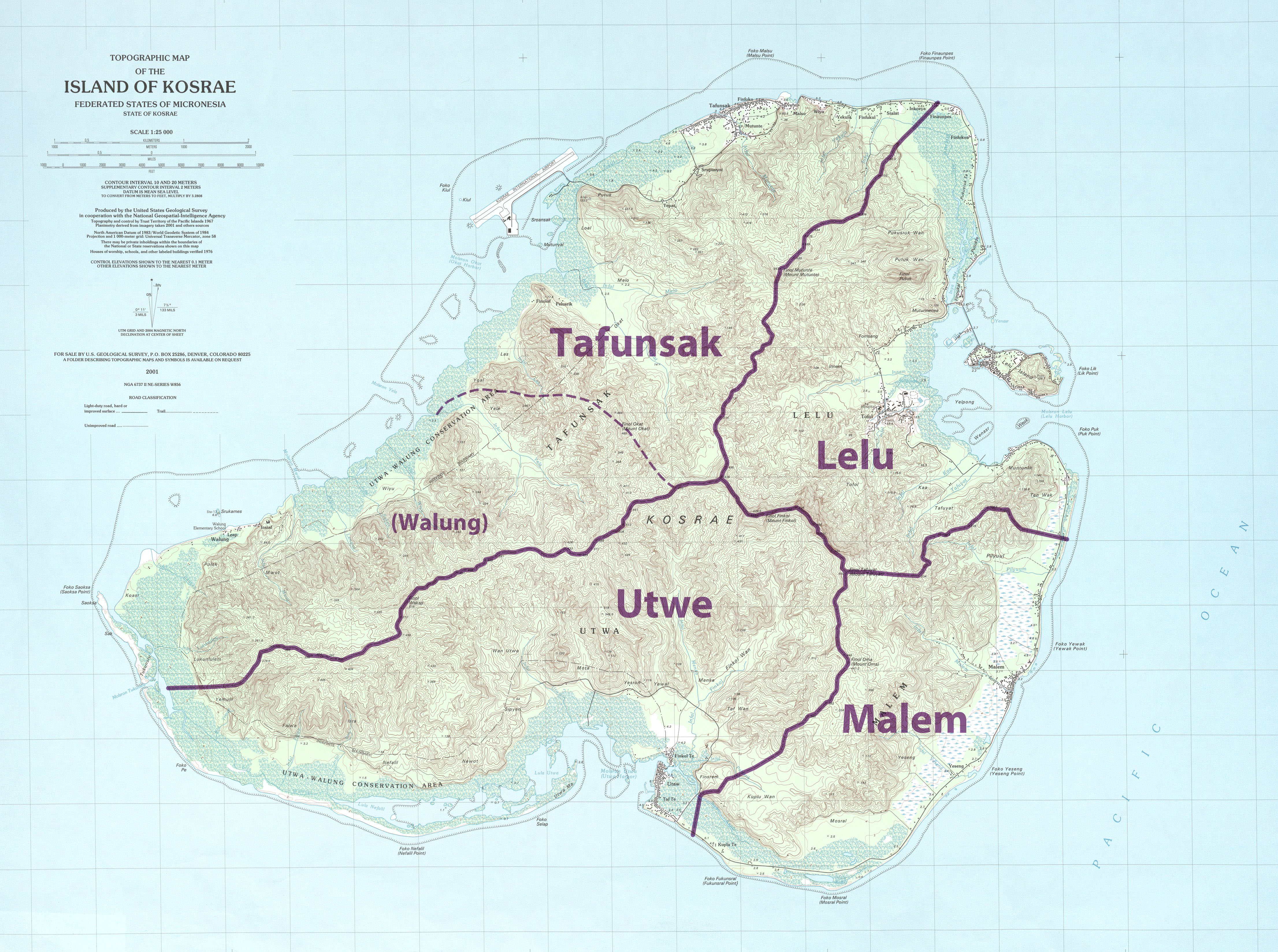
Bản đồ Hành chính Kosrae

Bang Kosrae gồm có 4 đô thị tự trị (municipality):
- Lelu
- Malem
- Utwe
- Tafunsak